# NGC 679
NGC 679 este o galaxie eliptică situată în constelația Andromeda. A fost descoperită în 15 septembrie 1784 de către William Herschel. Se află la o distanță de 60,26 de megaparseci de Pământ.